# Ежевика складчатая
Ежеви́ка скла́дчатая, или куста́рниковая (лат. Rúbus plicátus) — вид растений из рода Рубус семейства Розовые (Rosaceae). Соответствует типовым экземплярам сборного вида Rubus fruticosus.

## Ботаническое описание
Стебель покрытые широкими изогнутыми шипами жёлтого или малинового цвета.
Листья состоят из трёх—пяти (иногда шести—семи) листочков, нередко налагающихся друг на друга. Центральный из них наиболее крупный и широкий, оканчивается заметным заострением.
Цветки белые. Чашечка из пяти сероватых чашелистиков. Лепестки с неглубокой выемкой, эллиптической формы. Цветоложе сильно мохнатое. Тычинки примерно равны по длине пестикам. Пестики красноватые или желтоватые.

## Ареал
Ежевика складчатая широко распространена в Северной, Центральной и Восточной Европе, заходит в Европейскую часть России.

## Таксономия

### Синонимы
- Rubus aestivalis E.H.L.Krause, 1893
- Rubus affinis Weihe & Nees, 1822, nom. superfl.
- Rubus affinis var. archetypus Dumort., 1863
- Rubus avellanifolius Köhler ex Weihe, 1829
- Rubus corylifolius Hayne, 1813, nom. illeg.
- Rubus erectus Sm. ex Ficinus, 1821
- Rubus ernestibolli E.H.L.Krause, 1886
- Rubus exaltatus Dumort., 1863
- Rubus exaltatus var. plicatus (Weihe & Nees) Dumort., 1863
- Rubus fruticosus L., 1753, sensu typo
- Rubus fruticosus f. affinis Weihe & Nees ex Bluff & Fingerh., 1837
- Rubus fruticosus subsp. affinis (Weihe & Nees ex Bluff & Fingerh.) Syme, 1864
- Rubus fruticosus subsp. plicatus (Weihe & Nees) Syme, 1864
- Rubus fruticosus var. affinis (Weihe & Nees ex Bluff & Fingerh.) Wirtg., 1841
- Rubus fruticosus var. plicatus (Weihe & Nees) Hegetschw., 1829
- Rubus holmiensis Gand., 1884
- Rubus longipetiolatus Hülsen, 1899
- Rubus nitidus subsp. plicatus (Weihe & Nees) Tourlet, 1908
- Rubus plicatus f. longipetiolatus (Hülsen) Neuman, 1901
- Rubus plicatus f. stipularis Lidf., 1899
- Rubus plicatus subsp. amblyphyllus Boulay, 1889
- Rubus plicatus subsp. interfoliatus Boulay, 1889
- Rubus plicatus subsp. rosulentus (P.J.Müll.) Boulay, 1886
- Rubus plicatus var. affinis (Weihe & Nees ex Bluff & Fingerh.) Lange, 1851
- Rubus plicatus var. communis Focke, 1868
- Rubus plicatus var. cymosus G.Braun, 1877
- Rubus plicatus var. latifolius G.Braun ex Utsch, 1893
- Rubus plicatus var. nemorosus G.Braun, 1877
- Rubus plicatus var. planifolius Lindeb., 1885
- Rubus plicatus var. rosulentus (P.J.Müll.) Nyman, 1878
- Rubus plicatus var. stipularis (Lidf.) Gust., 1941
- Rubus polymorphus K.F.Schimp. & Spenn., 1829
- Rubus rosulentus P.J.Müll., 1859
- Rubus spicifolius Boulay, 1868
- Rubus suberectus subsp. plicatus (Weihe & Nees) Corb., 1894
- Rubus suberectus var. plicatus (Weihe & Nees) Wirtg., 1857
- Rubus sulcatus var. rosulentus (P.J.Müll.) Kük., 1931
- Rubus teutobergensis G.H.Loos, 2007
- Rubus thyrsoideus var. affinis (Weihe & Nees ex Bluff & Fingerh.) Fisch.-Oost., 1868